# Telmatosaurus transsylvanicus
Telmatosaurus transsylvanicus es la única especie conocida del género extinto Telmatosaurus (del griego "lagarto de pantano")  de dinosaurio ornitópodo hadrosáurido basal que vivió a finales del período creatácico, entre 70 a 66 millones de años, durante el Maastrichtiense, en lo que es hoy Europa.

## Descripción
Es un hadrosaurio relativamente pequeño, de unos cinco metros de longitud y un peso de media tonelada, que opcionalmente también podía caminar sobre cuatro patas. El tamaño relativamente pequeño de Telmatosaurus con una longitud de cinco metros y un peso de media tonelada, ha sido explicado como un caso de enanismo insular, debido al limitado suministro de alimentos en la pequeña área de la isla.

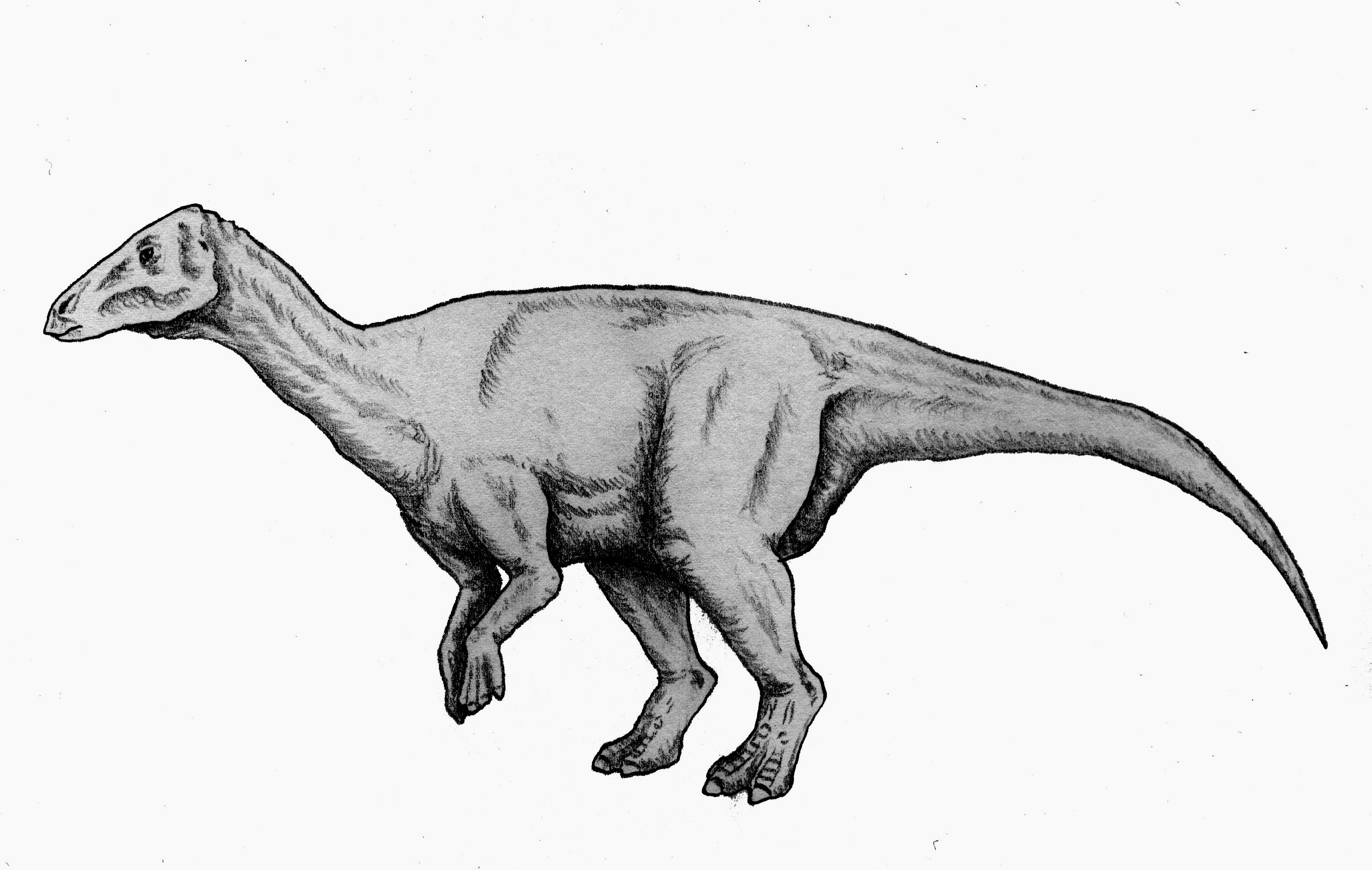
Recreación de un Telmatosaurus.

El cráneo, de unos 40 centímetros de largo, es estrecho y bastante alto en la parte posterior. La parte superior del holotipo se extiende en una curva en S cóncava hasta un hocico bastante puntiagudo; sin embargo, el fósil ha sido aplastado y generalmente se supone que el perfil superior era en realidad convexo. Los dientes son altos y estrechos, de unos cuatro milímetros de ancho. Telmatosaurus comía plantas C3, arbustos, plantas herbáceas, hojas y semillas.
Las posibles características distintivas de Telmatosaurus son, el maxilar, la mandíbula superior que contiene dientes, tiene una gran superficie de unión que se proyecta hacia atrás para el ectopterigoideo, una placa en el paladar; el hueso cigomático tiene una protuberancia anterior en forma de triángulo isósceles. La parte de la caja craneana detrás de la fisura metódica es larga y el proceso basipterigoideo es grande, en el lado del hueso fenoidal basal hay una aspereza relativamente larga como un accesorio para el transportador músculo pterygoide, hay un canal bien formado para un nervio facial, el nervio palatino principal, que también sirve como conducto para la vena media del cerebro y los dientes en el dentario de la mandíbula inferior se extienden hasta el dentario que lleva el pico inferior. Las características del esqueleto postcraneal no están claras, dada la incertidumbre sobre su identidad.

## Descubrimiento e investigación

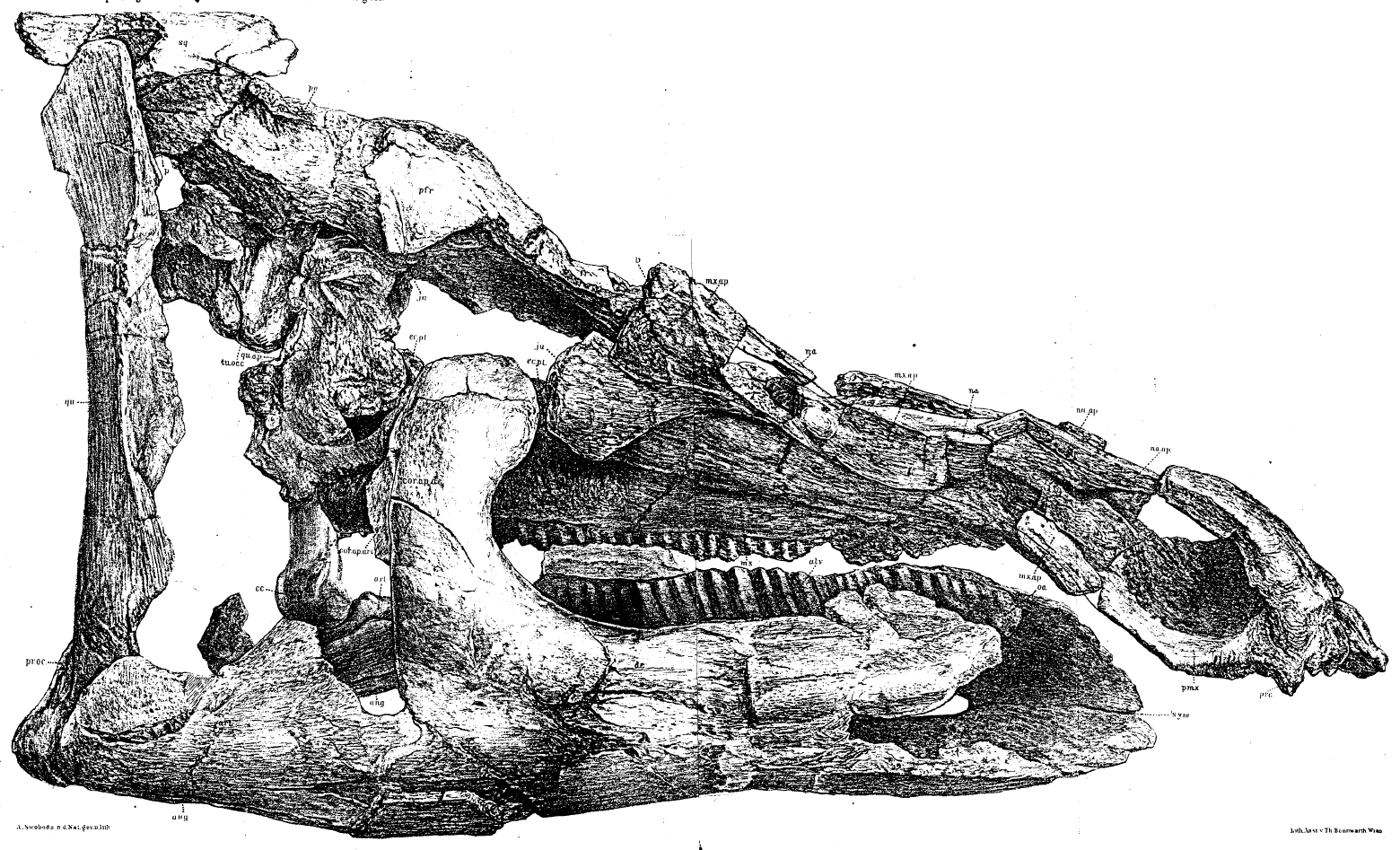
Holotipo

El holotipo, BMNH B.3386, un cráneo con mandíbula inferior, fue encontrado en la cuenca Haţeg  en una capa de la Formación Sânpetru. Tiene una antigüedad de unos 68 millones de años, datando del Maastrichtiense. En aquella época estos terrenos formaban parte del archipiélago europeo. Los primeros restos de este dinosaurio fueron encontrados en Rumanía. Posteriormente material fragmentario perteneciente a hadrosauridos de España, Francia y Alemania, que se incluía en  Orthomerus, es ahora asignado como Telmatosaurus, pero es difícil probar que realmente este material pertenezca a este género, al igual que ocurre con algunos fragmentos de huevo encontrados en Rumanía.

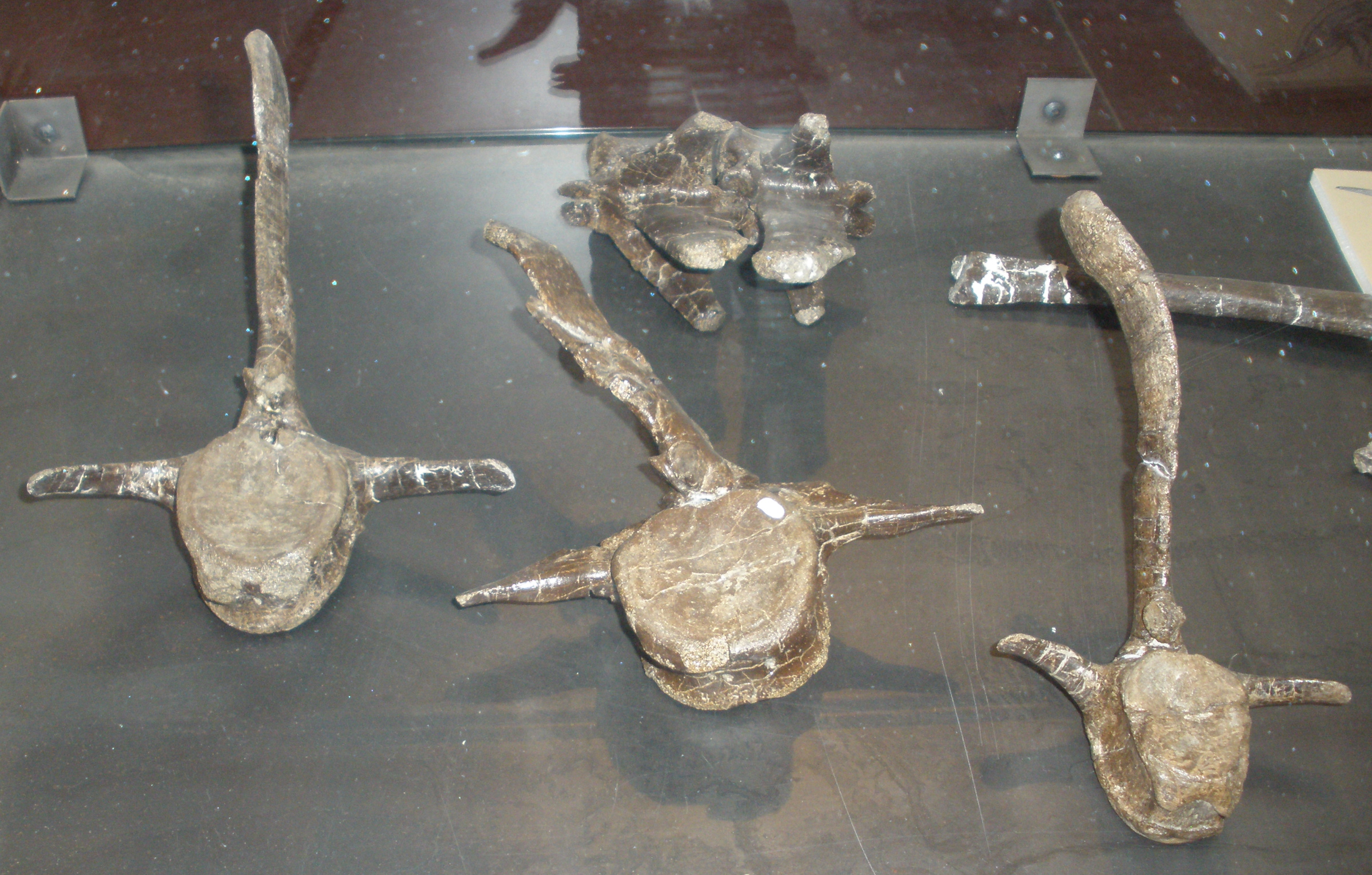
Vértebras de Telmatosaurus transsylvanicus

En 1895 algunos campesinosde  cerca del pueblo de Sânpetru, entonces llamado Szentpéterfalva, se presentaron ante Ilona Nopcsa, la hija de su señor, con un cráneo de dinosaurio que habían encontrado en el señorío de Săcele, en el distrito de Hunedoara en Transilvania. Ilona tenía un hermano menor, Franz Nopcsa von Felső-Szilvás, quien se inspiró en este descubrimiento para convertirse en estudiante de paleontología en la Universidad de Viena. En 1899 Nopcsa nombró al cráneo como Limnosaurus transsylvanicus. El nombre genérico deriva del griego λιμνή, limnè, "pantano", al creer que el animal tenía hábitos acuáticos. El nombre específico se refiere a la zona donde se encontró, Transilvania. Posteriormente Nopcsa descubrió que el nombre Limnosaurus también había sido usado por Othniel Charles Marsh en 1872 para designar a un cocodrilo, que más tarde fue reclasificado como  Pristichampsus, así que en 1903 cambió el nombre por  Telmatosaurus. Telma también significa "pantano". En 1910 Barnum Brown, desconociendo el reemplazo del nombre, bautizó al género como  Hecatasaurus, siendo este un sinónimo más moderno. En 1915 Nopcsa incluyó esta especie en el género Orthomerus, como Orthomerus transsylvanicus.  Los hallazgos de hadrosauroideos del Cretácico de Europa se colocaron con Orthomerus en ese período. En la década de 1980, sin embargo, los paleontologos empezaron a ver que esta forma era un dudosa. Esto llevó a Telmatosaurus transylvanicus a ser revivido y en 1984 Orthomerus dolloi incluso fue rebautizado como Telmatosaurus dolloi, aunque ese no puede ser un nombre válido porque Orthomerus tiene prioridad. Sin embargo, los restos de hadrosauroideos, especialmente los de España y Francia, ahora se han asignado a Telmatosaurus. Sin embargo, todos son tan fragmentarios que no se puede probar una identidad.
Los hallazgos de Rumania también incluyen un conjunto de cuatro vértebras cervicales, espécimen BMNH R3841, tres vértebras sacras con dos costillas sacras, BMNH R4911 y algunas vértebras sueltas y mandíbulas superiores. Otros hallazgos del área también se han asignado a Telmatosaurus , incluida una costilla y partes de las extremidades anteriores y posteriores, pero luego se entendió que pudo haber habido confusión con los restos del euornitópodo Zalmoxes encontrados en la misma formación. Parte del material se perdió durante la Segunda Guerra Mundial por los bombardeos. Más tarde se descubrió que otro dinosaurio había puesto un nido de huevos fósiles que alguna vez se pensó que pertenecía a Telmatosaurus . En 2022, dos cráneos previamente identificados como Zalmoxes, los especímenes UBB NVZ1-42 y NHMUK R.3401A, fueron asignados a Telmatosaurus . Este último había sido encontrado por Nopcsa.

## Clasificación
En 1900, Nopcsa asignó Telmatosaurus a Trachodontidae, un término que ya no se usa. En los análisis cladísticos actuales, Telmatosaurus parece ser un miembro basal de Hadrosauridae u ocupa una posición basal en el más amplio Hadrosauroidea.

## Paleobiología

### Paleopatología

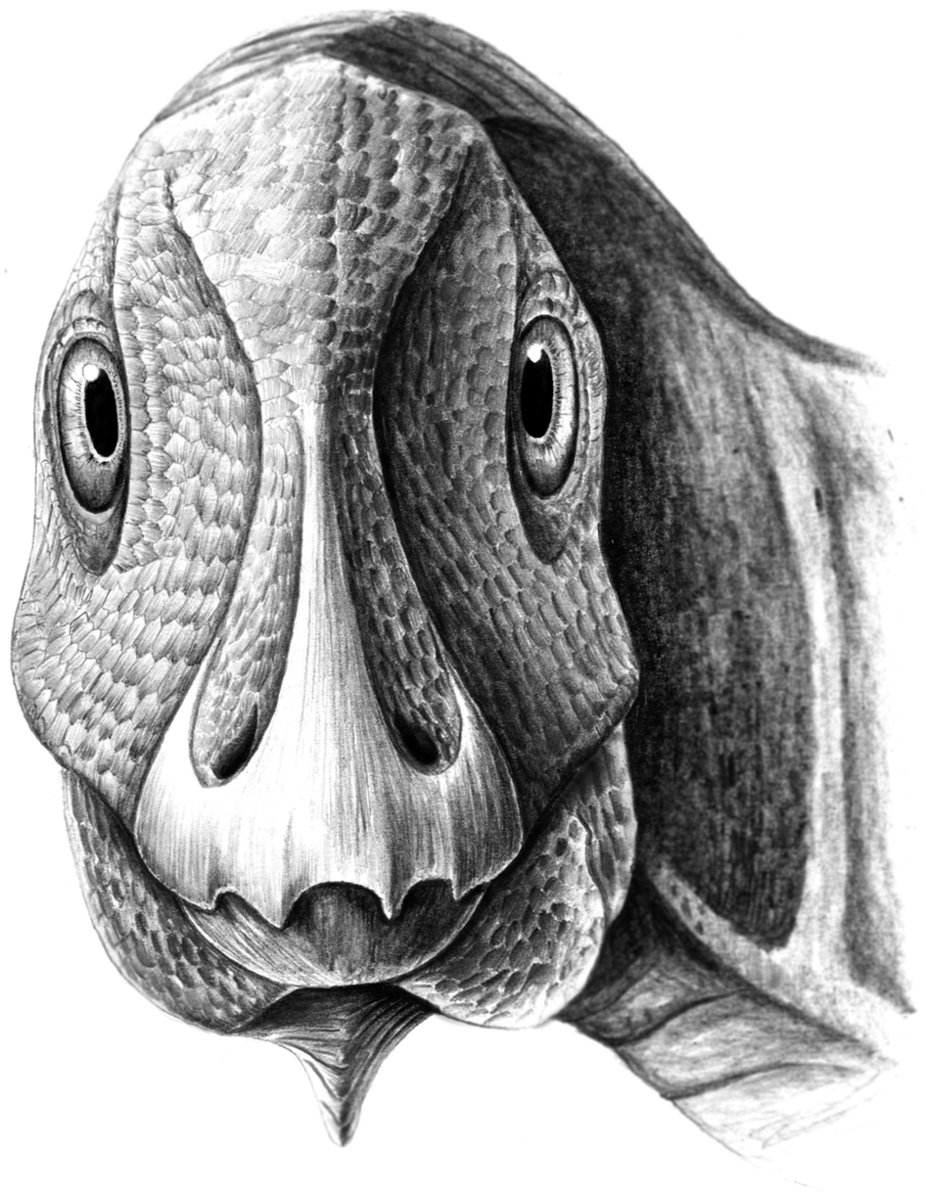
Restauración que muestra un juvenil con deformidad mandibular.

Un Telmatosaurus juvenil examinado por Dumbrava et al. tiene un gran tumor no canceroso llamado ameloblastoma en la mandíbula inferior. La presencia de este tumor benigno en un dinosaurio es una novedad, ya que antes del descubrimiento, los ameloblastomas solo se conocían en los mamíferos modernos y los reptiles. El descubrimiento de un ameloblastoma en un dinosaurio evidencia que el desarrollo de tumores benignos es una característica basal, no solo una condición relativamente moderna.
Es poco probable que el tumor le haya causado al dinosaurio algún dolor grave durante sus primeras etapas de desarrollo, al igual que en los humanos con la misma afección, pero los investigadores pueden decir por su tamaño que este dinosaurio en particular murió antes de llegar a la edad adulta. Dado que sus restos conservados consisten solo en las dos mandíbulas inferiores, nadie puede determinar la causa de su muerte. Los investigadores se preguntaron si la presencia del ameloblastoma podría haber contribuido a su muerte. A partir de ejemplos modernos, sabemos que los depredadores a menudo se dirigen a individuos débiles o heridos de la manada. El tumor en este dinosaurio no se había desarrollado por completo en el momento de su muerte, pero podría haber contribuido indirectamente a su muerte prematura.